# Eucalyptus megacornuta
Eucalyptus megacornuta là một loài thực vật có hoa trong Họ Đào kim nương. Loài này được C.A.Gardner mô tả khoa học đầu tiên năm 1942.

## Hình ảnh

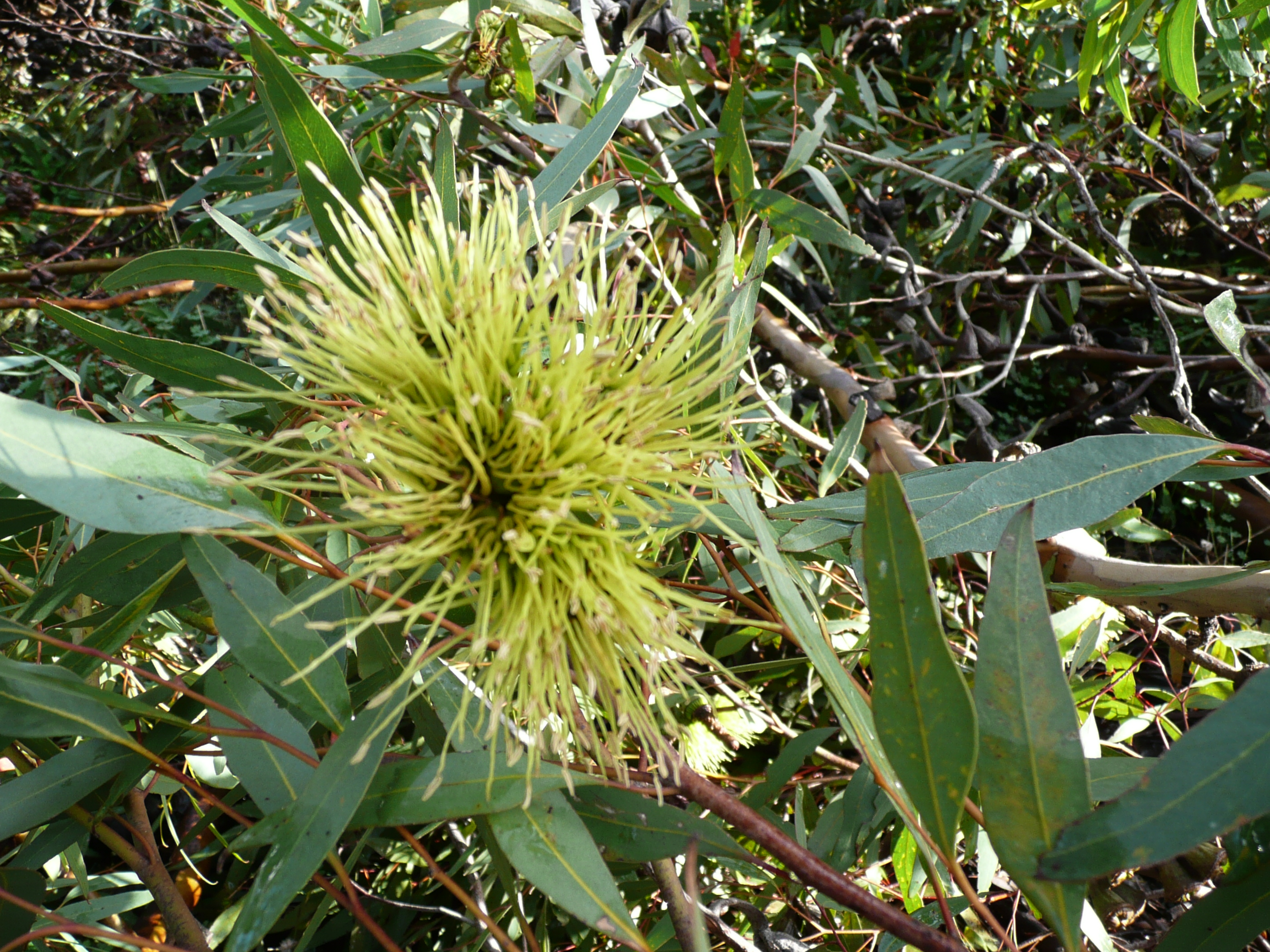